# Tatort: Der frühe Abschied
Der frühe Abschied ist ein Fernsehfilm des Hessischen Rundfunks aus der ARD-Krimireihe Tatort in Zusammenarbeit mit dem ORF. Für die Frankfurter Ermittler Dellwo und Sänger ist es ihr zwölfter gemeinsamer Fall. Diese Tatort-Folge hatte am 12. Mai 2008 im Ersten Premiere.

## Handlung
Auf einer Bergwanderung nimmt Tamara ihrem Ehemann Patrick das Versprechen ab, für immer zu ihr zu halten. Einige Zeit später:
Der junge Familienvater Patrick findet Leon, einen seiner Zwillinge, tot in seinem Bettchen vor. Verzweifelt versucht er, das Baby wiederzubeleben und ruft dann die Polizei, die ihre Untersuchungen aufnimmt. Tamara, die Mutter der Kinder, hält sich im Hintergrund und schweigt. Sie sagt nur, der Junge habe erst geschrien und dann so dagelegen. Ihr Mann verdächtigt sie dennoch, Leon etwas angetan zu haben, da bereits ein früheres Kind des Ehepaares unter ungeklärten Umständen gestorben ist. Tamara versucht, aus dem Fenster zu springen und Patrick kann sie davon abhalten. Bei der Befragung durch die Polizei wirkt Tamara verwirrt, sodass ein Tatverdacht bleibt. Als die junge Frau mit ihrer Mutter telefoniert, sieht es so aus, als sei sie einem Zusammenbruch nahe. Nach einer psychologischen Befragung mag man nicht ausschließen, dass Tamara sich etwas antun könnte. Allerdings empfiehlt der Psychologe, die junge Mutter nicht mit ihrer kleinen Tochter Emily allein zu lassen. Eine Obduktion des toten Kindes ergibt, dass eine Fremdeinwirkung wohl auszuschließen ist, sodass von einem plötzlichen Kindstod ausgegangen werden kann. Zwei ähnlich gelagerte Fälle innerhalb einer Familie erscheinen jedoch verdächtig.
Frau Albany, Tamaras Mutter, wird ins Kommissariat bestellt und beschreibt ihre Tochter als schwierig und hält auch mit in Richtung der Tochter gerichteten Vorwürfen nicht hinter dem Berg. Sie ist es auch, die die kleine Emily erst einmal in Pflege nimmt, sich aber nicht sehr gut um das Kind kümmert. Unterdes streiten Patrick und Tamara sich in ihrem Zuhause, wobei Patrick seiner Frau gegenüber handgreiflich wird. Die ermittelnde Hauptkommissarin Charlotte Sänger befragt unterdessen eine ehemalige Arbeitskollegin zu Tamara und muss erfahren, dass sie keinen guten Stand an ihrem Arbeitsplatz hatte. Die befragte Hebamme beschreibt die junge Mutter als sehr ungeschickt im Umgang mit den Babys. Eine Nachbarin wird zeitgleich von Sängers Kollegen, Hauptkommissar Dellwo, befragt und zeigt sich nicht sonderlich berührt vom Schicksal des Babys. Sie schildert die jungen Eheleute als „trauriges Paar“. Sabrina, eine näher bekannte Nachbarin von Tamara und Patrick und ebenfalls junge Mutter, äußert sich dahingehend, dass sie sich gut vorstellen könne, dass Tamara nicht unschuldig sei. Sie sagt aus, Leon habe oft geweint und wenig gegessen. Als Dellwo sich verabschiedet, bittet sie ihn, sie eine kurze Strecke mitzunehmen – was ihn wundert, da sie ihr kleines Kind allein lässt. Sabrina trifft sich mit Patrick in einem Einkaufszentrum. In ihrem Zuhause lenkt sich Tamara etwas ab und empfängt Charlotte Sänger. Im Gespräch wird klar, dass Tamara noch immer um ihre erste Tochter Lina trauert, aber richtig erzählen kann sie darüber nicht. Langsam findet Charlotte Sänger einen „Draht“ zu Tamara und sie reden intensiver miteinander. Inzwischen kommt Patrick mit Sabrina vom Einkauf. Ihre Verabschiedung endet mit einer liebevollen Umarmung. Patrick hat Bretter eingekauft, bringt sie in den Keller und bastelt einen kleinen Sarg daraus. Als er zu Tamara in die Wohnung kommt, stellt sie ihn zur Rede, wo er solange gewesen sei. Er ist ungehalten und zerrt sie aus der Wohnung in die Kirche, wo sie beichten soll.
Auf dem Präsidium wird der Hausarzt von Tamara befragt und bescheinigt der jungen Mutter, fürsorglich gewesen zu sein. Plötzlicher Kindstod sei bereits bei Tamaras Mutter vorgekommen und würde in der Familie genetisch bedingt sein. Dellwo hegt Zweifel, da früher solche Todesfälle nicht weiter auf äußere Ursachen untersucht worden sind und durchaus eine Tötung hätte vorliegen können. Tamara sucht die Wohnung ihrer Mutter auf, um Emily zu sehen, obwohl sie das eigentlich nicht darf. Die Mutter nimmt einen kurzen Arzttermin wahr und lässt das Baby solange ohne Aufsicht zu Hause. So verschafft sich Tamara Zutritt zu ihrem Kind und verbarrikadiert sich in einem Zimmer. Als Sänger, Dellwo und Frau Albany eintreffen, befürchten sie, dass Tamara ihrem Kind etwas angetan haben könnte. Dem ist aber nicht so, trotzdem wird Tamara durch die Polizei abgeführt, wobei Charlotte Sänger sie im Wagen begleitet. Auf der Fahrt gesteht sie der Kommissarin, dass ihr Leon schon einmal versehentlich vom Wickeltisch gefallen sei. Die junge Frau ist mit der Führung des Haushalts, Versorgung der Familie und der Bewältigung von finanziellen Problemen total überfordert. Beim Haftprüfungstermin geraten der Hausarzt des jungen Paares und der Psychologe Prof. Steinkopf in regen Disput über die Möglichkeit des erblich bedingten plötzlichen Kindstods. Da nicht nachgewiesen werden kann, dass Leon eines gewaltsamen Todes gestorben ist, wird das Verfahren eingestellt. Tamara kann gehen und bekommt auch Emily zurück. Als sie ihr Kind in den Schlaf summt, setzt sich ihr Mann Patrick zu ihr aufs Bett.

## Hintergrund
Die Dreharbeiten fanden vom 24. April bis zum 2. Juni 2007 in Frankfurt am Main und Umgebung statt. 
Diese Tatort-Folge trug die Arbeitstitel Plötzlicher Kindstod sowie Das tote Kind.

## Rezeption

### Einschaltquote
Bei der Erstausstrahlung am 12. Mai 2008 verfolgten 6,11 Mio. Zuschauer diese Tatort-Folge, was einem Marktanteil von 21,5 % entsprach.

### Kritik
„Sänger und Dellwo stoßen an die gesellschaftliche Schmerzgrenze. In ‚Der frühe Abschied‘ geht es um den Schutz der Kinder und um überforderte Eltern und um die Aufgeregtheit, die hierzulande bezüglich dieses Themas herrscht. ‚Das ganze Land sieht doch überall nur noch Kindsmörderinnen‘, ärgert sich Sänger. Mehr Drama als Krimi. Hoch emotional!“

„Den Machern des Hessischen Rundfunks ist eine eindringliche und verstörende Studie gelungen. Sie zeigen ein junges Elternpaar, das an einem Schrei-Kind fast zu verzweifeln droht. Der Zuschauer sieht alltägliche Abgründe im kargen Hochhaus. Emotionale und menschliche Überforderung allenthalben.“

„‚Der frühe Abschied‘ schließt nahtlos an den herausragenden Münchner ‚Tatort‘ ‚Kleine Herzen‘ vom Dezember 2007 an, in dem gezeigt wurde, wie eine alleinerziehende Teeniemutter in ihrem Alltag scheitert. Auch in dem Frankfurter Krimi wird jenseits von politischen Schlagworten und täglichen Horrormeldungen über Babyleichen in der Kühltruhe eine Geschichten  dahinter erzählt. Komplex und verstörend, ohne eindeutige Antworten zu geben. Überzeugend dank gutem Drehbuch, Schauspieler und Regisseur. Bietet Grundlage für Diskussionen mit Zündstoff.“

## Auszeichnung
Für ihre herausragende schauspielerische Leistung als Kindseltern in Der frühe Abschied wurden die Schauspieler Lisa Hagmeister und Tom Schilling mit dem Darsteller-Sonderpreis beim Deutschen Fernsehkrimipreis 2008 ausgezeichnet. 